# Kithanur, Hagaribommanahalli
Kithanur là một làng thuộc tehsil Hagaribommanahalli, huyện Bellary, bang Karnataka, Ấn Độ.